# Konstantin Simonov (Schiff, 1984)
Die Konstantin Simonov (russisch Константин Симонов) (dt. Konstantin Simonow) ist ein Flusskreuzfahrtschiff, das im Jahre 1984 in der DDR im VEB Elbewerften Boizenburg/Roßlau in Boizenburg gebaut wurde und zur Dmitriy Furmanov-Klasse, Projekt 302, deutsche Bezeichnung – BiFa 129М – gehört. Bau-Nummer: 382. Das Schiff wurde nach dem sowjetischen Schriftsteller Konstantin Michailowitsch Simonow benannt.

## Geschichte
Das Flusskreuzfahrtschiff mit vier Passagierdecks wurde 1984  bei der deutschen Werft im VEB Elbewerften Boizenburg/Roßlau für die Reederei „Wolschskoje Retschnoje Parochodstwo“ (Wolga-Flussreederei) in Nischni Nowgorod gebaut. Es gehört zu einer 1983 bis 1991 hergestellten Baureihe von 27 + 1 (Vladimir Vysotskiy – nicht beendet) Schiffen der Dmitriy Furmanov-Klasse, eine Weiterentwicklung der Vladimir Ilyich-Klasse von derselben Werft. 2009, 2011 wurde die Konstantin Simonov auf der Kreuzfahrt-Strecke Sankt Petersburg – Mandrogi – Kischi – Gorizy – Uglitsch – Moskau eingesetzt, wo sie ihren Dienst auch 2012 fortsetzte. Kapitän (Stand 2020) der Konstantin Simonov ist Aleksandr Nikolajewitsch Kasakow (russ. Казаков Александр Николаевич).

## Technik
Das Schiff verfügt über einen dieselelektrischen Antrieb mit drei sowjetischen Hauptmotoren 6ЧРН 36/45 (ЭГ70-5), zwei davon Dieselmotoren rechtsdrehend, einer linksdrehend, die direkt auf entsprechende 5-Blatt-Festpropeller, Durchmesser 1,8 m wirken.

## Ausstattung
Alle komfortablen 1-, 2- und 4-Bett-Kabinen sind ausgestattet mit Klimaanlage, Kühlschrank, Dusche und WC, 220-V-Anschluss und haben große Fenster (ausgenommen am unteren Deck). An Bord sind Restaurant und Night Club – Restaurant, zwei Bars (Piano Bar und Coffee Bar) – Veranstaltungsraum, Sonnendeck mit Liegestühlen, Lese- und Musiksalon, Sauna – Bordshop, Rezeption – Bordarzt (erste Hilfe) und Rubel gilt als Bordwährung.